# Suiza en los Juegos Paralímpicos de Atenas 2004
Suiza estuvo representada en los Juegos Paralímpicos de Atenas 2004 por un total de 41 deportistas, 27 hombres y 14 mujeres.

## Medallistas
El equipo paralímpico suizo obtuvo las siguientes medallas:
| Nombre                        | Deporte                  | Evento                                        |
| ----------------------------- | ------------------------ | --------------------------------------------- |
| Oro                           |                          |                                               |
| Urs Kolly                     | Atletismo                | Salto de longitud F44 masculino               |
| Urs Kolly                     | Atletismo                | Pentatlón P44 masculino                       |
| Plata                         |                          |                                               |
| Edith Hunkeler                | Atletismo                | 1500 m T54 femenino                           |
| Edith Hunkeler                | Atletismo                | 5000 m T54 femenino                           |
| Pia Schmid                    | Atletismo                | 200 m T52 femenino                            |
| Manuela Schär                 | Atletismo                | 200 m T54 femenino                            |
| Beat Bösch                    | Atletismo                | 100 m T52 masculino                           |
| Franz Weber                   | Ciclismo en ruta         | Ruta triciclo manual HC A masculino           |
| Bronce                        |                          |                                               |
| Manuela Schär                 | Atletismo                | 100 m T54 femenino                            |
| Marcel Hug                    | Atletismo                | 800 m T54 masculino                           |
| Marcel Hug                    | Atletismo                | 1500 m T54 masculino                          |
| Beat Bösch                    | Atletismo                | 200 m T52 masculino                           |
| Sara Tretola                  | Ciclismo en ruta         | Contrarreloj LC1-4/CP 3/4 femenino            |
| Franz Nietlispach             | Ciclismo en ruta         | Contrarreloj triciclo manual HC B/C masculino |
| Franz Weber                   | Ciclismo en ruta         | Contrarreloj triciclo manual HC A masculino   |
| Sandra Kalt Karin Suter Erath | Tenis en silla de ruedas | Dobles femenino                               |